# Melalgus megalops
Melalgus megalops är en skalbaggsart som först beskrevs av Henry Clinton Fall 1901.  Melalgus megalops ingår i släktet Melalgus och familjen kapuschongbaggar. Inga underarter finns listade i Catalogue of Life.